# Martialay
Martialay es una localidad y también una entidad local menor españolas de la provincia de Soria, partido judicial de Soria, (comunidad autónoma de Castilla y León). Pueblo de la Comarca de Frentes que pertenece al municipio de Alconaba.

## Geografía
Esta pequeña población de la Comarca de Soria está ubicada en el centro de la provincia de Soria, al este de la capital y separada por la Sierra de Santa Ana.

### Comunicaciones
Localidad situada en la carretera nacional N-234 de Soria a Calatayud, entre Duáñez y Ontalvilla de Valcorba. Punto de partida de las carreteras locales SO-P-3217 que nos lleva aCubo de Hogueras y la SO-P-3016 a Alconaba.
Hasta su cierre en 1985 la villa contaba con una estación propia perteneciente al ferrocarril Santander-Mediterráneo.

## Demografía
En el año 1981 contaba con 44 habitantes, concentrados en el núcleo principal, pasando a 45 en 2009.

## Historia
Lugar que durante la Edad Media perteneció a la Comunidad de Villa y Tierra de Soria formando parte del Sexmo de Lubia.
A la caída del Antiguo Régimen la localidad se constituye en municipio constitucional en la región de Castilla la Vieja que en el censo de 1842 contaba con 17 hogares y 70 vecinos, para posteriormente integrarse en Alconaba.